# Jons Kapel
 Denne artikel bør gennemlæses af en person med fagkendskab for at sikre den faglige korrekthed.

Jons Kapel er en tør ovn, som er opstået af bølgernes slag mod klippen. Kapellet ligger tæt på det tidligere traktørsted Gines Minde på Bornholms vestkyst, nord for Hasle.
Jon blev sendt til Bornholm for at gøre bornholmerne kristne. Han slog sig ned i grotten, der i dag er kendt som Jons Kapel. Snart blev bornholmerne nysgerrige efter at se, hvem denne Jon var, så de tog ned for at hilse på ham i hans grotte. Jon bød dem hjerteligt velkomne og begyndte snart at fortælle historier fra biblen. Bornholmerne synes om det, de hørte, og der kom hurtigt flere, efterhånden som budskabet om ham blev udbredt. Til sidst var de så mange, at der ikke var plads i den lille grotte. Derfor rykkede de udenfor. For at alle skulle kunne høre ham kravlede han op på klippen. Senere blev der udhugget en prædikestol på dette sted.
Det er denne grotte og prædikestol folk kommer for at besøge. Ikke mange andre end bornholmerne er klar over, at Jons ovne ligger i nærheden. Der ligger tre ved stenene langs kysten, og det kræver opmærksomhed at finde dem.